# Rhabdomyolýza

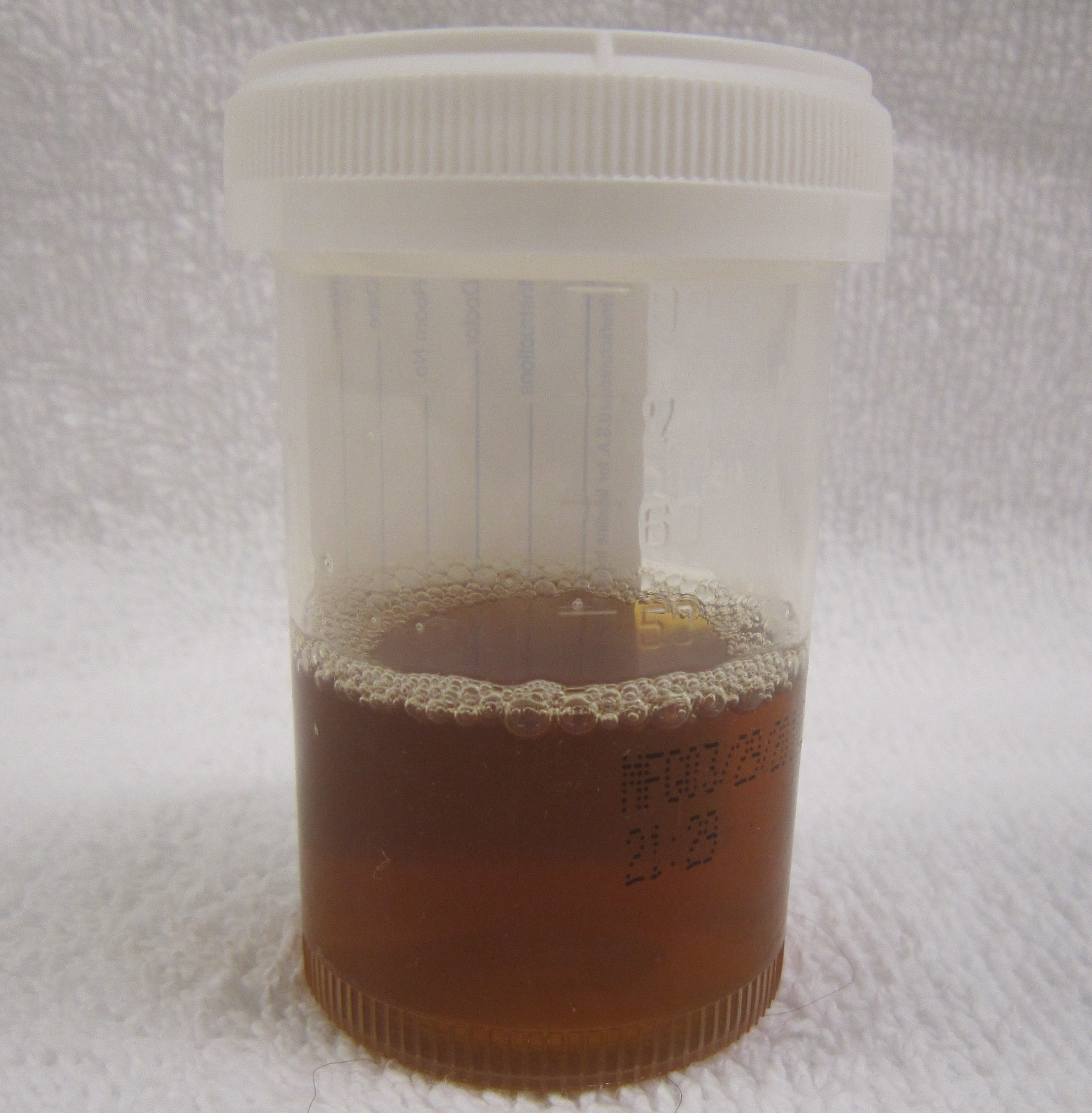
Nahnědlá moč osoby s rhabdomyolýzou

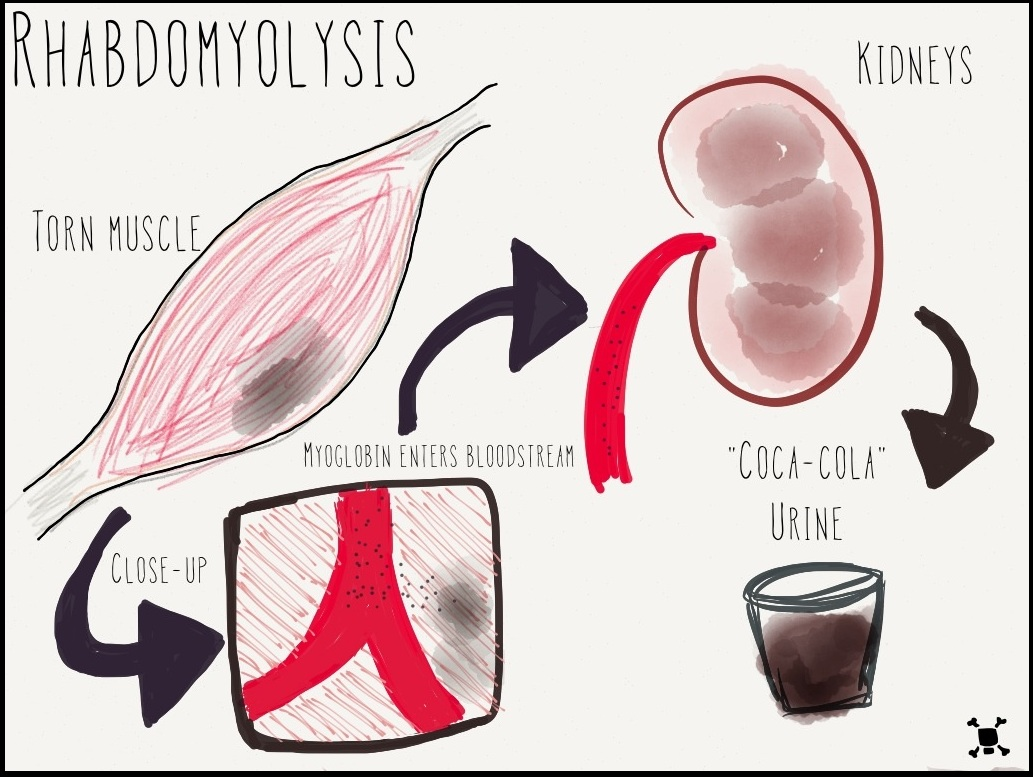
Princip rhabdomyolýzy

Rhabdomyolýza (z řeckých výrazů ῥάβδος (rhabdos) – pruh, μῦς (mýs) – sval, λύσις (lysis) – rozklad) je tělesný stav, při kterém dochází k rychlému rozkladu tkáně příčně pruhované svaloviny. Produkty rozpadu jsou uvolňovány do krevního oběhu, přičemž některé z nich, například myoglobin, jsou škodlivé pro ledviny a mohou způsobit jejich selhání. Příčinou rhabdomyolýzy může být poškození svalů hrubou silou (například crush syndrom při rozmáčknutí svalu při zranění, přetížení při nadměrném tělesném výkonu), infekční onemocnění, otrava, nebo aplikace léků či drog. V závislosti na míře poškození ledvin se projevuje menší či větší bolestí svalů, zvracením, ztrátou orientace. Diagnózu je možno potvrdit krevním testem a analýzou moči. Základní léčbou je nitrožilní podání fyziologického roztoku, ve vážnějších případech dialýza.
Rhabdomyolýza patří mezi běžné komplikace u lidí zavalených při pádu domů (například při zemětřeseních nebo bombardování), výrazné zlepšení její diagnózy a léčby proběhlo během setrvalého bombardování Londýna v roce 1941. Vyskytuje se nejen u lidí, ale i u zvířat (častá je u koní).